# XY問題
XY問題とは「質問者が、本当に解決したい課題Xについて直接聞くのではなく、Yという二次的な課題を解決する方法を聞く」ことによって発生するコミュニケーション上の問題を指す語である。これはヘルプデスクや技術サポート、ソフトウェア工学、カスタマーサービスなどの現場でしばしば見られる。
質問者はYによってXを解決することができると考えているが、しかし、Yを解決してもXは解決しないか、またはYは解決方法としては不十分であることが多い。本質的な課題を曖昧にしたり二次的な問題を持ち込んだりすることは、回答者に不要な苦労をさせたり、または不十分な解決方法が示されることにつながる。
XY問題が発生する主な原因は、質問者が自力で問題を解決しようとしたときに、それを誤解して、小さな課題Yさえ解決できれば本当の課題Xは解決できると思い込むことである。XY問題の発生によって、回答者は質問者の抱えている問題を解決できなかったり、質問の本質的な部分を理解できなかったりするので、質問者はかえって不満を持つことになる。
このような状況は、質問者が、本質的な目的から離れた、無意味な細部について質問した場合にあらわれやすい。
回答者はなぜその情報が必要なのかを逆質問して、根本的な問題を特定することでXY問題を避けることができる。

## 語源
XY問題という用語の初出は、エリック・レイモンドのテキスト「How To Ask Questions The Smart Way」において、「Questions Not To Ask」セクションに「How can I use X to do Y?」という項目が追加されたときである。（ただし、この元のバージョンでは、XとYの意味が入れ替わっている）。 
Q: Xを使ってYをするにはどうしたらいいですか？
A: もしあなたがYをしたいのであれば、適切ではないかもしれない方法を使うことを前提とせずにその質問をするべきです。このような質問をする人は、単にXについて知らないだけでなく、自分が解決しようとしているYが何なのかわからず、自分のおかれている状況の細部に固執しすぎている人が多いようです。
この問題自体は、この名前がつく以前から知られていた。1980年に出版された「Applied Management Science: A Quick and Dirty Approach」 の中で、Gene Woolseyは誤った問題を解決することの有名な例を述べた。経営陣はエレベータの待ち時間が長すぎるという苦情があることに懸念を持っていて、待ち時間を短縮するエレベータのスケジューリングを研究するために多くの時間と資金を費やしていた。Woolseyは、彼らが誤った問題を解決しようとしていると指摘した。本当の問題は「人々が不平を言っている」ということで、ロビーに大きな鏡を設置することで、人々はエレベータを待っている間に何かすることができ、苦情は大幅に減少した。

## 例
XY問題は、しばしば、質問者が最終目的と関係しない無意味な詳細について尋ねた場合にあらわれる。ソフトウェア工学における例では、以下のようなものがある。
- ファイルの拡張子を取得する（X）ために、ファイル名の後ろから3文字を取得する（Y）方法を聞く（すべての拡張子が3文字であるわけではないにもかかわらず）。[3]
- 他の人々が自分の使っているOSを特定することを防ぐ（X）ために、nmapの出力を変更する（Y）方法を聞く。[4]
- JSONをパースする（X）ために、ふたつの区切り文字の間にある文字列を取得する（Y）方法を聞く。[5]